# FC Vysočina Jihlava
El Football Club Vysočina Jihlava es un club de fútbol checo con sede en Jihlava. El equipo jugó por primera vez en la Gambrinus liga en la temporada Temporada 2005-06. Actualmente juega en la Primera División de la República Checa.

## Historial de nombres
- 1948–1949 – PAL Jihlava
- 1949–1953 – Sokol Motorpal Jihlava
- 1953–1993 – Spartak Jihlava
- 1993–1995 – Spartak PSJ Jihlava
- 1995–1997 – PSJ Motorpal Jihlava (fusión con SK Jihlava)
- 1997–2000 – F. C. PSJ Jihlava
- 2000–... – F. C. Vysočina Jihlava

## Estadio
Jihlava jugar partidos en casa en el Stadion v Jiráskově ulici, que cuenta con una capacidad de 4.100 todo el asiento. El club emprendió una importante reconstrucción cada vez que el club fue promovido a la Primera Liga Checa, en 2005 y 2012, para que el estadio cumpliera con los criterios de la liga. El estadio cuenta con dos stands principales para la multitud (sectores A y B), mientras que los aficionados a distancia se ubican con 229 asientos detrás de uno de los objetivos (sector D). El lado restante, sector C, está reservado para invitados VIP.